# Evangelia Psarra
Evangelia Psarra, född 17 juni 1974, är en grekisk bågskytt. Hon deltog vid olympiska sommarspelen 2000, 2004, 2008, 2012, 2016 och 2020.